# 哈勒森林

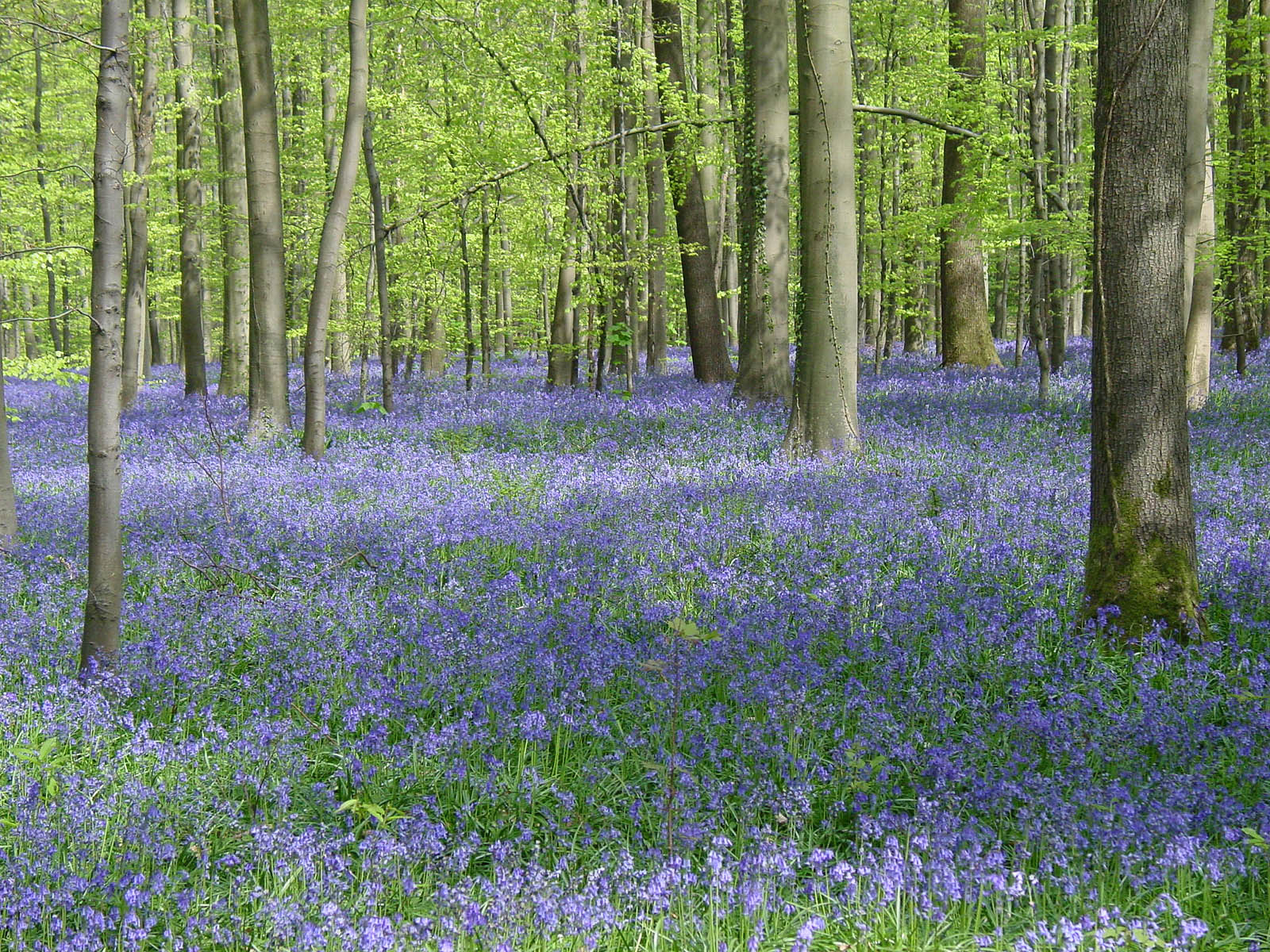
哈勒森林的蓝铃花

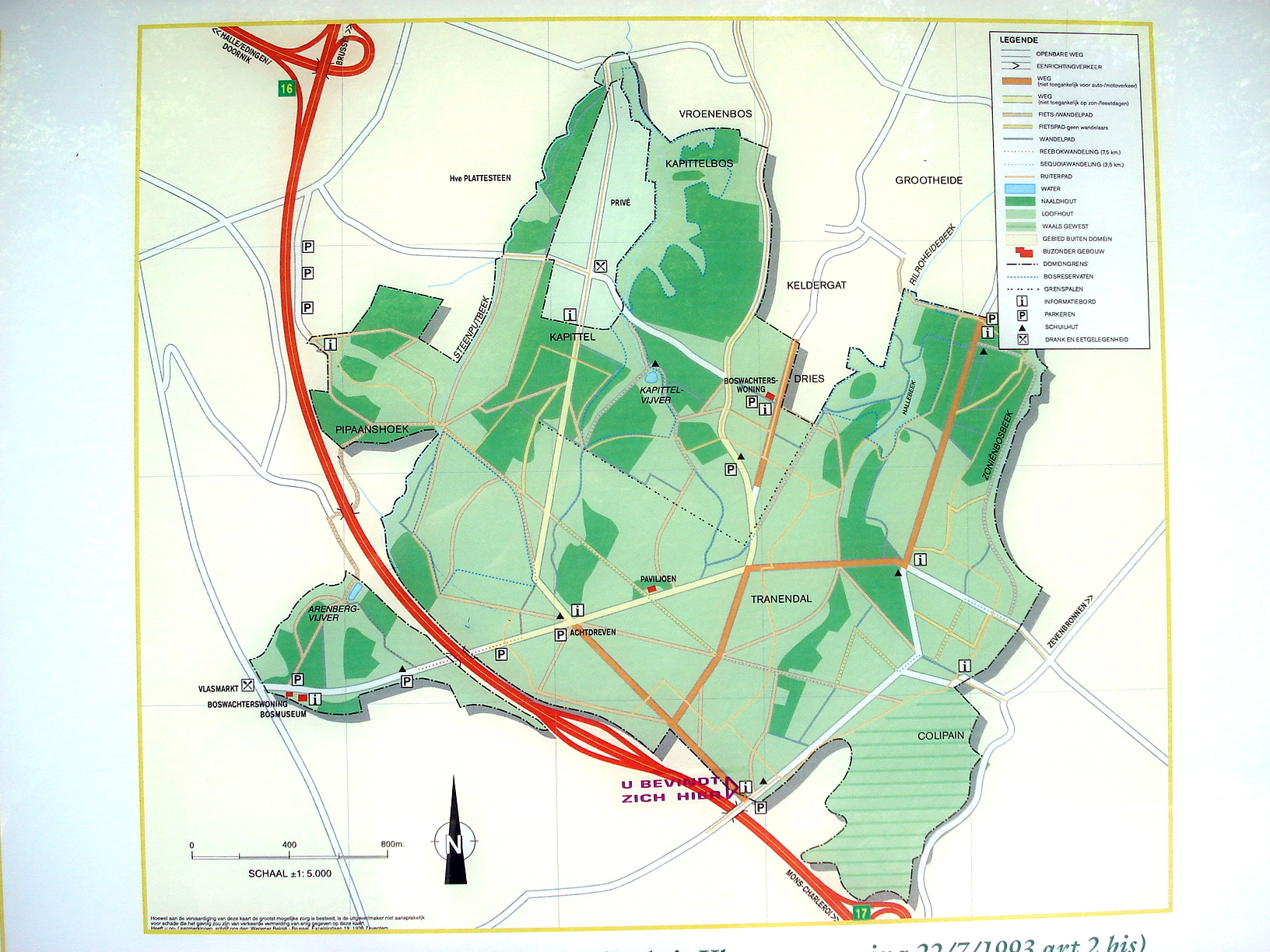
哈勒森林地图

哈勒森林（荷蘭語：Hallerbos）又稱風信子森林或哈勒布森林，是比利时的一片森林，面积为552公顷。哈勒森林大部分位于弗拉芒布拉班特省的哈勒，另有一小部分位於瓦隆布拉班特省。哈勒森林內有不少蓝铃花。第一次世界大战期间，哈勒森林的大部分樹木被德军砍伐。1930年至1950年間，當地人在哈勒森林重新種植樹苗。